# Hans von Euler-Chelpin
Pour les articles homonymes, voir Euler (homonymie).
Hans Karl August Simon von Euler-Chelpin (15 février 1873 à Augsbourg, Royaume de Bavière - 6 novembre 1964 à Stockholm) est un biochimiste suédois co-lauréat du prix Nobel de chimie en 1929 avec Arthur Harden « pour leurs recherches sur la fermentation du sucre et des enzymes de fermentation ».

## Biographie
Il fut professeur de chimie générale et organique à l'université de Stockholm de 1906 à 1941 et directeur de l'Institut de recherche en chimie organique de 1938 à 1948.
En 1942, il devient membre de l'Académie royale des sciences et des lettres de Berlin.
Hans von Euler-Chelpin épousa la chimiste Astrid Cleve (1875-1968), fille du chimiste d'Uppsala Per Theodor Cleve, et fut le père de Ulf von Euler, lauréat du prix Nobel de physiologie ou médecine de 1970.